# Međunarodni dan osoba s invaliditetom
Međunarodni dan osoba s invaliditetom (eng. International Day of Persons with Disabilities) je međunarodno obilježavanje koje promoviraju Ujedinjeni narodi od 1992. godine.

## Obilježavanje
Obilježava se s različitim stupnjevima uspjeha širom svijeta, ali zajedničkim ciljem, tj. promocija razumijevanja pitanja invalidnosti i mobilizaciju podrške dostojanstvu, pravima i blagostanju osoba s invaliditetom. Također se nastoji povećati svijest o prednostima koji se mogu dobiti iz integracije osoba s invaliditetom u svim aspektima političkog, socijalnog, ekonomskog i kulturnog života.

## Vanjske poveznice
- (engl.) Međunarodni dan osoba s invaliditetom na un.org